# Rancho Viejo, Constancia del Rosario
Rancho Viejo är en ort i Mexiko.   Den ligger i kommunen Constancia del Rosario och delstaten Oaxaca, i den sydöstra delen av landet, 290 km söder om huvudstaden Mexico City. Rancho Viejo ligger 773 meter över havet och antalet invånare är 386.
Terrängen runt Rancho Viejo är varierad. Runt Rancho Viejo är det ganska glesbefolkat, med 25 invånare per kvadratkilometer. Närmaste större samhälle är Putla Villa de Guerrero, 3,2 km öster om Rancho Viejo. I omgivningarna runt Rancho Viejo växer huvudsakligen savannskog.